# 江之島號列車
江之島（日语： Enoshima */?）號列車是由小田急電鐵（小田急）運行於小田急的新宿站至片瀨江之島站（部分班次為藤澤站）之間的特急列車（小田急浪漫特快系列之一）。
此條目同時記載直通至東京地下鐵千代田線的「地下鐵江之島」（日语：*/?）。

## 運行概況
截至2021年3月13日，設有以下班次。為了江之島和鎌倉方向的觀光需求，假日班次數目多於平日。

### 平日
- 下行1班，上行2班。
  - 30號與「箱根」結併運輸，其餘班次單獨行走。
  - 所有班次於片瀨江之島到發。

### 星期六及假日
- 下行5班，上行6班「江之島」。下行2班，上行1班「地下鐵江之島」。
  - 21號與「相模」71號結併運輸[1]。所有「地下鐵江之島」班次與「地下鐵箱根」結併運輸。
  - 2號於藤澤出發，其餘班次於片瀨江之島到發。

### 所有日子
- 下行於黃昏6時起從新宿出發的所有特急名稱都是「Home Way」。在江之島線系統中，「Home Way」平日設有1班前往片瀨江之島，5班前往藤澤。星期六及假日設有3班前往片瀨江之島，2班前往藤澤。
- 上行於早上9時半前到達新宿的所有特急名稱都是「Morning Way」。在江之島線系統中，「Morning Way」平日設有1班從片瀨江之島出發，1班從藤澤出發，星期六及假日設有1班從藤澤出發。

### 其他
在2004年12月起的平日時間表中，日間時段削減「江之島」班次，把湘南急行轉換為快速急行。

### 停車站

#### 江之島號
新宿站(OH01) - 新百合丘站(OH23) - 相模大野站(OH28) - 大和站(OE05) - 藤澤站(OE13) - 片瀨江之島站(OE16)

#### 地下鐵江之島號
北千住站(C18) - 大手町站(C11) - 霞關站(C08) - 表參道站(C04) - 成城學園前站(OH14) - 相模大野站(OH28) - 藤澤站(OE13) - 片瀨江之島站(OE16)

### 車輛

#### 現時車輛
- 30000形「EXE」「EXEα」
- 50000形「VSE」

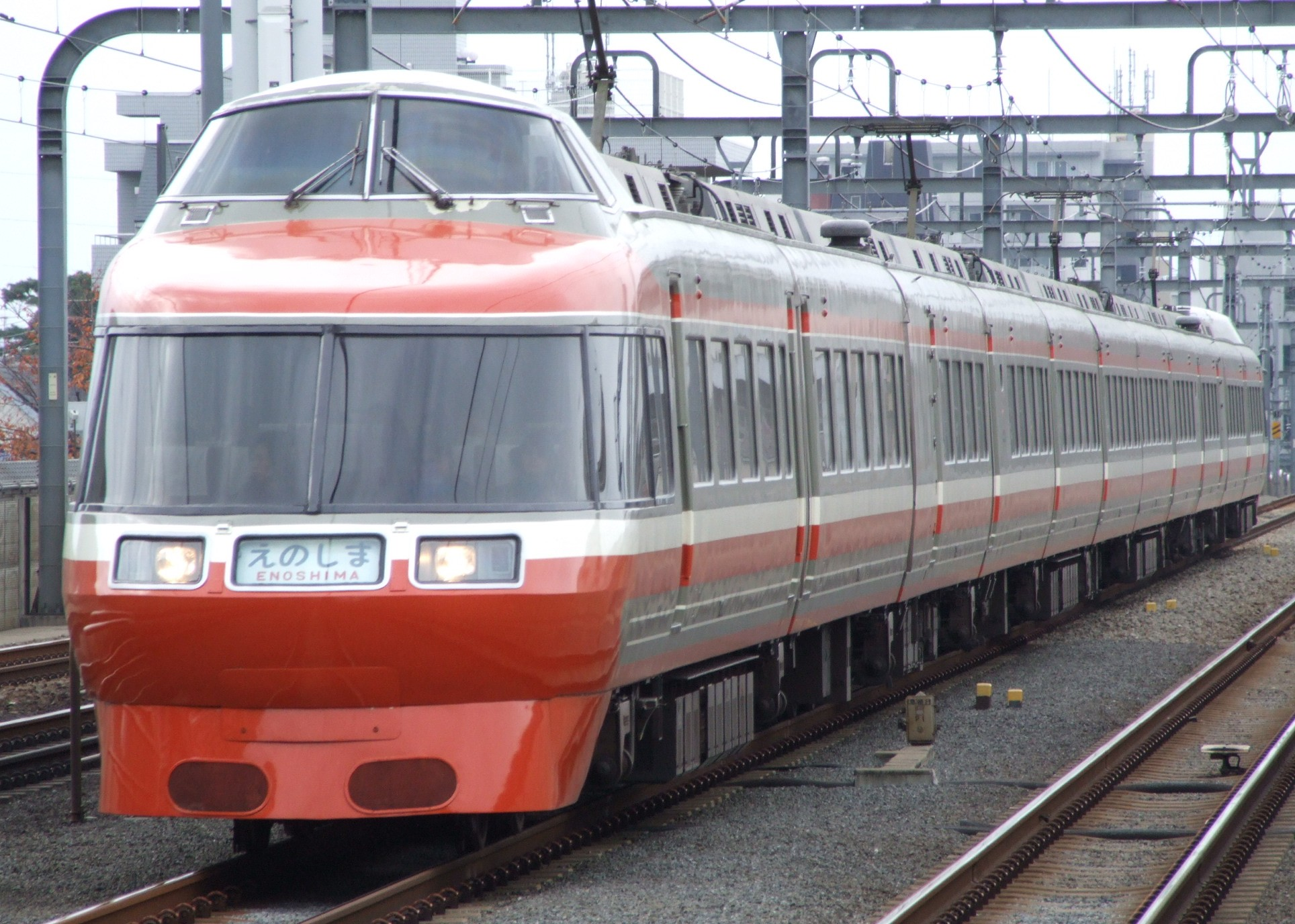
使用7000形LSE行走的「江之島」

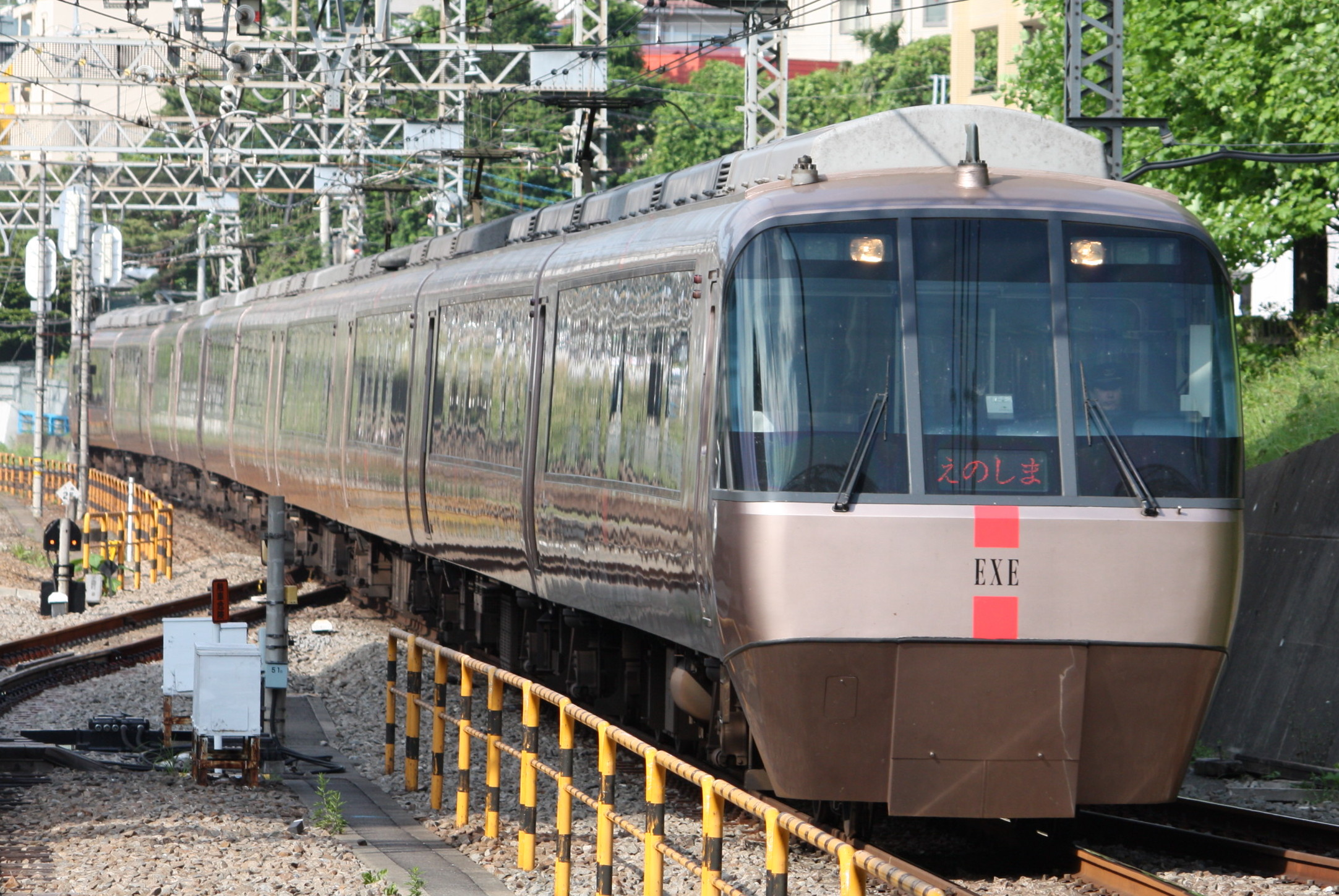
30000形EXE「江之島」

  - 在2016年3月26日時間表修正起，定期於平日時間表中駛入江之島線。在修正前，7000形「LSE」和10000形「HiSE」會駛入江之島線。
- 60000形「MSE」
  - 只有此車輛能夠駛入東京地下鐵千代田線，行走「地下鐵江之島」班次。
- 70000形「GSE」

#### 過去車輛
- 1700形（日语：小田急1700形電車）
- 2300形（日语：小田急2300形電車）
- 3000形「SE」、「SSE」
- 3100形「NSE」（日语：小田急3100形電車）
- 10000形「HiSE」
- 20000形「RSE」（日语：小田急20000形電車）
  - 與50000形同樣，當7000形「LSE」、10000形「HiSE」結束營運後代行「江之島」班次。
- 7000形「LSE」（日语：小田急7000形電車）
- 1000形（日语：小田急1000形電車）
  - 在2016年12月，由於本來使用的車輛發生故障，因此使用1051編成＋1251編成，以10卡編成行走「江之島74號」[2]。

## 歷史
在1929年（昭和4年），江之島線全線開通，當時主要在夏季開設急行列車班次。也設有座位指定席制列車，但是實際上沒有開設有關班次。在戰後路線重開後，開設了運送海灘客的臨時特急列車等列車群。
- 1951年（昭和26年）：開設行走於新宿站至片瀨江之島站之間的座位定額制「涼爽列車」。
  - 當時列車完成行走箱根特急後，於車內販賣啤酒等商品，乘客會在片瀨江之島站帶同飲品步行前往片瀨海岸乘涼，然後乘車返回新宿方向。後來隨著「江之島」變成定期列車，於夏天時期開設了販賣啤酒的「啤酒館（日语：ビアガーデン）列車」。後來，也設有愛稱「鈴風」的列車班次。但是隨著沿線變成住宅區，列車於1970年代暫停開辦。於1990年代一度重開，而現時已經沒有開辦。正式來說，這是首架「江之島特急」列車。
- 1952年（昭和27年）：開始設定新宿站至片瀨江之島站之間的特急費用（日语：特別急行券），開設臨時特急列車。
  - 基本上，該臨時列車主要於夏季行走，以運送往返海灘的乘客。此外，當時開設了使用通勤形電動列車行走，不需要收取額外費用的特急列車以及快速急行列車。另外有一種使用於箱根特急的特急形車輛（日语：特急形車両）行走之「特急」班次，該班次需要收取特急費用。因此，這些班次只在平日較少前往箱根方向的時期行走。另外，當時這些班次使用了許多不同的愛稱，包括「鷗」、「千鳥」、「江之島」、「片瀨」、「潮路」等。
- 1964年（昭和39年）：假日的班次變成定期行走，並改用「江之島」這個列車名稱。
  - 在開設定期班次當初，列車停靠藤澤站。這是由於該站為折返式車站構造，加上該站可轉乘江之島電鐵線前往鎌倉方向。
- 1965年（昭和40年）：「江之島」開始毎日行走。
- 1967年（昭和42年）：列車開始停靠新原町田站（現時：町田站）。
  - 在前年1966年（昭和41年）「相模」開始營運起，已經把列車目標由運送遊客變為運送通勤乘客。此外，同年「足柄」也開始營運。
  - 以當天起，使用車輛起了變化，一貫使用浪漫特快的特急列車。但是，由於班次為每小時1班，當初主要使用3000形「SE」、「SSE」。而「相模」和「足柄」同樣加於中途站。
- 1996年（平成8年）：開始停靠大和站。此外，部分列車使用30000形「EXE」行走，該列車與「足柄」結併運輸。
- 1998年（平成10年）8月22日：原本停靠町田站，當天起改停相模大野站[3]。
- 1999年（平成11年）：隨著「支援」開始營運，部分列車停靠新百合丘站。大部分「江之島」列車班次與「支援」結併運輸。此外，下午6時以後於新宿站出發的「江之島」列車會改名為「Home Way」。但是，江之島線方向的「Home Way」會通過新百合丘站。以後，「江之島」列車主要使用30000形「EXE」。
- 2004年（平成16年）：日間新設每小時2班的快速急行，行走於新宿站至藤澤站之間，由於列車的到達時間與「江之島」相差不大，因此「江之島」的班次減少，主要削減平日的班次。另外「支援」廢止，這些列車分割為「箱根」和「相模」，因此與「江之島」結併的列車也有同樣變更。
- 2012年（平成24年）3月17日：在時間表修正下，「朝霧」的使用車輛改用6卡編成的60000形「MSE」，同時加停相模大野站。假日行走的「朝霧」11、12號開始與「江之島」列車結併。另外，星期六及假日的Home Way班次開始停靠新百合丘站。
- 2013年（平成25年）：在時間表修正下，星期六及假日的「相模」、「江之島」65號班次變更為「箱根」、「江之島」15號。另外，「相模」、「江之島」80號班次變更為「箱根」、「江之島」16號班次。
- 2016年（平成28年）12月：原本計劃行走的車輛發生故障，因此使用1000形（日语：小田急1000形電車）1051編成＋1251編成10卡編成代行「江之島74號」[2]。
- 2018年（平成30年）3月17日：在時間表修正下，新設了「地下鐵江之島」。早上前往新宿方向的班次由「江之島」改名為「Morning Way」。所有「江之島」班次停靠新百合丘站。開始使用70000形「GSE」行走。另外，不再與「富士山」（同一個修正中從「朝霧」改名而成）結併運輸。
- 2018年（平成30年）7月10日：結束使用7000形「LSE」。同日「Home Way83號」原本只前往藤澤站，當天起延長至片瀨江之島。

## 注腳
1. ↑  1、6號於新宿至相模大野之間以10卡編成行走（靠近新宿一方4卡車廂於相模大野到發）。
2. 1 2  . 鐵道迷. 2016-12-13  [2016-12-13]. （原始内容存档于2022-02-27） （日语）.
3. ↑  . 交通新聞 (交通新聞社). 1998-05-15: 1 （日语）.

## 外部連結
- 列車名稱和行走區間：江之島 （页面存档备份，存于）（日語） - 小田急電鐵